# Warren Robinett
Warren Robinett es un diseñador de software de computación gráfica, conocido por su obra «Adventure» para la Atari 2600.
Después del éxito del primer juego, realizó otros proyectos: Rocky's Boots, Robot Odyssey, y más recientemente trabajó en proyectos de realidad virtual para la NASA y la Universidad de Carolina del Norte. 
Es reconocido por ser el primer creador en ocultar un easter egg en Adventure para la Atari 2600

## Vida personal
Nació el 25 de diciembre de 1951 en Springfield, Missouri, Estados Unidos. Completó el bachiller en la Universidad Rice con la mención de "Aplicaciones Computacionales en el Lenguaje y Arte" y luego obtuvo un máster en la universidad de California en Berkeley. 

## Cultura popular
Warren Robinett es mencionado en el libro y la película Ready Player One, en el juego para conseguir la última llave, donde su easter egg en Adventure tiene un rol importante.